# Spilogona ordinata
Spilogona ordinata este o specie de muște din genul Spilogona, familia Muscidae. A fost descrisă pentru prima dată de Frederick Wollaston Hutton în anul 1901. Conform Catalogue of Life specia Spilogona ordinata nu are subspecii cunoscute.